# Via Campesina
La Via Campesina o Via Pagesa és un moviment internacional que coordina organitzacions camperoles, petits i mitjans productors, dones rurals, comunitats indígenes, treballadors agrícoles migrants, joves i sense terra. El seu principi fundador és que els aliments no són una mera mercaderia, sinó un bé de la humanitat, un dret humà. Hi ha qui el considera el moviment social internacional més important al món. És un model agrari molt lligat a formulacions com l'agricultura ecològica, la biodinàmica, l'agricultura sostenible i al moviment a favor dels aliments locals. És un concepte defensat per múltiples organitzacions i entitats com COAG, Unió de Pagesos de Catalunya, Confédération Paysanne, Food First, etc. Els membres de la península Ibèrica que en formen part són Euskal Herriko Nekazarien Elkartea (EHNE), Confederaçao Nacional da Agricultura (CNA) (Portugal), Coordinadora de Organizaciones de Agricultores y Ganaderos (COAG), Sindicato de Obreros del Campo (SOC) d'Andalusia i Sindicato Labrego Galego (SLG).
La Via Campesina és una coalició de 164 organitzacions a 79 països del món que defensa una agricultura familiar i sostenible. Aquesta coalició va llançar el concepte de sobirania alimentària com el dret dels pobles a definir les seves polítiques agroalimentàries i de produir aliments a nivell local. La sobirania alimentària dona prioritat a les economies i els mercats locals i nacionals, i atorga el poder de la gestió dels recursos als camperols i agricultors familiars, destacant també la pesca artesanal i el pasturatge tradicional, posant la producció alimentària, la distribució i el consum sobre la base de la sostenibilitat mediambiental, social i econòmica dels pobles. Des de 2005, La Via Campesina té la seu a Jakarta, Indonèsia.
Fundada l'abril de 1992, la Via Campesina va tenir el seu origen en una reunió realitzada a Managua, Nicaragua, quan agricultors i camperols d'Europa, Amèrica Central i Amèrica del Nord es van reunir al Congrés de la Unión Nacional de Agricultores y Ganaderos de Nicaragua. La seva conferència constitucional va tenir lloc el 1993 a Mons, Bèlgica, on va ser efectivament constituïda com una organització no governamental mundial. La Segona Conferència Internacional va tenir lloc a Tlaxcala, Mèxic l'abril de 1996, la Tercera a Bangalore, Índia, el 2000 i la quarta a l'Estat de São Paulo, Brasil, el 2004. L'última conferència internacional fou a Maputo, Moçambic, l'octubre de 2008.